# Pyrenea
Pyrenea (Pyrénée) ist ein 48-seitiges Comic der französischen Zeichner Loisel und Philippe Sternis aus dem Jahr 1998. Der Comic erschien auf Französisch, Niederländisch und Deutsch. In Deutschland erschien er 1999 beim Egmont Ehapa Verlag. Die Übersetzung stammt von Paul Derouet und Hartmut Becker. Die Geschichte lässt sich den Genres Abenteuer und Fantasy zuordnen. 
Im Jahr 2000 war der Comic vom Comic-Salon Erlangen neben vier weiteren in der Kategorie „Bester deutschsprachiger Kinder- und Jugend-Comic“ für den Max-und-Moritz-Preis nominiert.

## Handlung
Während eines Erdbebens flieht ein Zirkusbär aus seiner gewohnten Umgebung. Auf seiner Flucht findet er ein kleines Mädchen, dessen Mutter unter den Trümmern eines Hauses verschüttet liegt. Er nimmt das Mädchen mit in die Pyrenäen. Der Bär gibt der Kleinen den Namen Pyrenea und zieht sie groß. Dabei hilft ihm ein Fuchs, der das Mädchen regelmäßig mit selbst gefangenen Tieren versorgt.
Mit den Jahren werden die Unterschiede zwischen Bär und Mensch aber zu groß. Der Bär ist sich dessen bewusst, mag aber Pyrenea nicht verletzen und schickt sie zu dem Alten, einem Einsiedler, damit dieser ihr erklären könne, was ein Mensch ist. Sie trifft jedoch nur dessen Freund, einen alten blinden Adler. Dieser ermutigt sie, sich mit philosophischen Fragen zu beschäftigen und führt sie schließlich zu einem menschlichen Skelett. Das ist der Beginn von Pyreneas Menschwerdung und nach einem langen kalten Winter zusammen mit dem Adler, in dem dieser Pyrenea alles erzählt, was er über Menschen weiß, trifft sie ein letztes Mal ihren Freund den Bären, bevor sie sich aufmacht, andere Menschen zu suchen.

## Literarisches Vorbild
Das literarische Vorbild des Comics ist offensichtlich Das Dschungelbuch des britischen Autors Rudyard Kipling. Diese und seine Fortsetzung Das zweite Dschungelbuch sind Sammlungen von Erzählungen und Gedichten, in denen das Aufwachsen des Menschenkindes Mowgli unter Wölfen im Mittelpunkt steht.